# Одуєво
Оду́єво (рос. Одуево) — присілок у складі Великоустюзького району Вологодської області, Росія. Входить до складу Юдинського сільського поселення.

## Населення
Населення — 9 осіб (2010; 0 у 2002).